# 戸谷公次
戸谷 公次（とたに こうじ、1948年7月12日 - 2006年2月6日）は、日本の声優、俳優、ナレーター。最終所属は青二プロダクション。愛知県名古屋市出身。俳優・声優の戸谷公人は実子。

## 来歴
東海大学政治経済学部政治学科卒業。東映オーディオタレントスクール卒業。
多くの文献においては、東映オーディオタレントスクール卒業後の『サイボーグ009（1979年版）』（008 / ピュンマ役）がデビューとされる。しかし、実際はそれ以前に『ゲッターロボ』（1974年）、『無敵超人ザンボット3』（1977年）、『009』の前番組である『宇宙海賊キャプテンハーロック』や『無敵鋼人ダイターン3』（ともに1978年）などにも端役で出演している。
2006年2月6日、急性心不全で倒れ57歳で急逝したが、遺族の意向で正式な発表はされていなかった。その後同年8月、同じ事務所に所属する古谷徹のウェブサイト上の掲示板で戸谷に関する質問を受け、遺族の了承を得た古谷が質問の回答として逝去を明らかにした。

## 人物
趣味は読書、スポーツ。特技は野球。

### 特色
端正な声が魅力でダンディーな声が持ち味。
東映アニメーションおよびサンライズ制作のアニメーションで主に活躍。特に富野由悠季監督作品では『ガンダムシリーズ』を中心に、1980年代に制作された大半の作品に出演していた。同じ作品内で複数のキャラクターを兼任している例が非常に多く、時には1話で2役を任される場合も少なくなかった。2枚目、3枚目でもこなしていた。主に渋い中年男性を担当し、善人から悪人、シリアスからギャグキャラクターやコミカルな役など、幅の広い演技ができた。ワイドショー『おはよう!ナイスデイ』など、番組ナレーションも数多く担当していた。

### エピソード
『ガンダムシリーズ』に多く出演していたが、戸谷自身はシャアを演じたかったと語っていた。
『聖闘士星矢』で演じた山羊座のシュラは、美形のキャラクターという役柄もあって、戸谷にファンレターまで来る人気となった。戸谷はこれに対し「演じる前から役を自分がやっていいのか不安だった」「シュラが死んでからもファンレターが来る等、とにかく信じられないことの連続だった」と回想していた。また「役を頂いたことを誇りに思っている」ともコメントしていた。
堀川りょうは若手時代、積極的な態度を誤解され周囲から孤立してしまった時、戸谷と佐藤正治に「これから皆で飲みに行くから、来るか?」と声をかけられ、それをきっかけに皆と仲良くなれたことを感謝していると語る。
佐藤によると、デビュー当時の佐藤とは「声質が似ている」と言われたのが気がかりだったと語る。
2021年時点の堀川によると戸谷が死去した時は、ショックで「えー!」のような「飲めないじゃーん」、「遊べないじゃーん」、「戸谷さん、ちょっといい加減にしてよ」という気持ちになっていたという。そういった事を思えるくらい胸襟を開けていたことがあったことからだという。他人行儀が一切なく、全然ズカズカ土足に入っていけるような関係を作れたことは宝だったと語る。

## 後任
戸谷の死後、持ち役を引き継いだ人物は以下の通り。
| 後任         | 役名                   | 概要作品                                    | 代役・後任の初担当作品                               |
| ------------ | ---------------------- | ------------------------------------------- | ---------------------------------------------------- |
| 今村直樹     | キュイ                 | 『ドラゴンボールZ』                         | 『ドラゴンボールZ Sparking! NEO』                    |
| 今村直樹     | ドン・ゴロ             | 『魔神英雄伝ワタル』                        | 『CR魔神英雄伝ワタル』                               |
| 今村直樹     | アルファ・A・ベイト    | 『機動戦士ガンダム0083 STARDUST MEMORY』    | 『SDガンダム GGENERATION SPIRITS』                   |
| 斉藤次郎     | カクリコン・カクーラー | 『機動戦士Ζガンダム』                       | 『SDガンダム GGENERATION SPIRITS』                   |
| 斉藤次郎     | オウギュスト・ギダン   | 『機動戦士ガンダムΖΖ』                      | 『SDガンダム GGENERATION SPIRITS』                   |
| 西前忠久     | ゴットン・ゴー         | 『機動戦士ガンダムΖΖ』                      | 『SDガンダム GGENERATION SPIRITS』                   |
| 山崎たくみ   | キリング               | 『機動戦士ガンダム0080 ポケットの中の戦争』 | 『SDガンダム GGENERATION SPIRITS』                   |
| 竹本英史     | キュイ                 | 『ドラゴンボールZ』                         | 『ドラゴンボール改』                                 |
| 竹本英史     | ドクトルガウス         | 『勇者警察ジェイデッカー』                  | 『スーパーロボット大戦30』                           |
| 沢木郁也     | リボルバー・オセロット | 「メタルギアシリーズ」                      | 『メタルギアソリッド2 バンドデシネ』                 |
| 銀河万丈     | リボルバー・オセロット | 「メタルギアシリーズ」                      | 『メタルギアソリッド4』                              |
| 増谷康紀     | 桐条武治               | 『ペルソナ3』                               | 『ペルソナ3 フェス』                                 |
| 増谷康紀     | ジンジャー             | 『ドラゴンボールZ (映画)』                  | 『ドラゴンボールヒーローズ』                         |
| 藤本たかひろ | ドラキュラマン         | 『ドラゴンボール』                          | 『ドラゴンボールDS2突撃！ レッドリボン軍』           |
| 中田譲治     | レオン                 | 「デッド オア アライブ シリーズ」           | 『デッド オア アライブ ディメンションズ』            |
| 桐本拓哉     | ゼエウン               | 『ドラゴンボールZ 超サイヤ人だ孫悟空』      | 『ドラゴンボールヒーローズ』                         |
| 古川登志夫   | 蝙翔鬼                 | 『魁!!男塾』                                | 『魁!!男塾 〜日本よ、これが男である！〜』            |
| 大滝進矢     | カンタムJr.            | 『クレヨンしんちゃん 雲黒斎の野望』         | 『クレヨンしんちゃん ガチンコ!逆襲のロボとーちゃん』 |
| 川津泰彦     | ベーム                 | 『巨神ゴーグ』                              | 『スーパーロボット大戦BX』                           |
| 杉野田ぬき   | 校長                   | 『ペルソナ3』                               | 『PERSONA3 THE MOVIE #4 Winter of Rebirth』          |
| 松山鷹志     | ドン・ゴロ             | 『魔神英雄伝ワタル』                        | 『スーパーロボット大戦X』                            |
| 谷昌樹       | 竿野志成               | 『クレヨンしんちゃん』                      | 第1195話Bパート                                      |
| 小川一樹     | 校長                   | 『ペルソナ3』                               | 『ペルソナ3 リロード』                               |

## 出演
太字はメインキャラクター。

### テレビアニメ
1974年
- ゲッターロボ

1975年
- グレートマジンガー（登山者）

1976年
- 一休さん
- キャンディ・キャンディ（ジョルジュ）
- 大空魔竜ガイキング（暗黒超人、ヘスラー）
- マグネロボ ガ・キーン（源さん、イザール兵士）

1977年
- おれは鉄兵
- ジェッターマルス（部下、キルラ 他）

1978年
- 宇宙海賊キャプテンハーロック（副官、船長、サーダン、警備隊長、海太郎、海賊A）
- 銀河鉄道999（1978年 - 1981年、暗殺者B、移民船の声、男A、カウボーイB、機関車の声 他）
- 女王陛下のプティアンジェ（ポリス、駅員、ルイ）
- 無敵鋼人ダイターン3（警官、若者A、ソルジャー、カメラマンC、技師A 他）
- 無敵超人ザンボット3（避難民、健太）

1979年
- 宇宙空母ブルーノア（岩瀬）
- SF西遊記スタージンガー（兵士）
- 円卓の騎士物語 燃えろアーサー（1979年 - 1980年、寺男、隊長、村人、騎士、漁師 他）
- 科学冒険隊タンサー5（警官、古代若者A）
- 機動戦士ガンダム（1979年 - 1980年、コズン、ウラガン、マリガン 他）
- キャプテン・フューチャー
- サイボーグ009（1979年版）（1979年 - 1980年、008 / ピュンマ）
- ジャン・バルジャン物語
- ドラえもん（テレビ朝日版第1期）
- 日本名作童話シリーズ 赤い鳥のこころ
- 花の子ルンルン
- 野球狂の詩（男C、球審、主審）

1980年
- 宇宙戦艦ヤマトIII（地球軍幕僚、ガルマン帝国艦長）
- 宇宙戦士バルディオス（1980年 - 1981年、幹部C、クール、冷凍局長、部下A）
- 伝説巨神イデオン（兵、ダマエ、士官、兵士）
- 釣りキチ三平（男A、友人）
- トム・ソーヤーの冒険（男、ダン）
- 魔法少女ララベル
- 燃えろアーサー 白馬の王子（バロン）

1981年
- アニメ親子劇場（タイムブック）
- がんばれ元気（戸川）
- 銀河旋風ブライガー（1981年 - 1982年、シュミットゲーリン、神の声）
- 新竹取物語 1000年女王（委員B）
- 戦国魔神ゴーショーグン（コトカ、チンピラA）
- タイガーマスク二世（レスラーA、ヘル・ホークスB、レスラーB、記者A、スパイダーのリーダー、死神シルバー、記者）
- 太陽の牙ダグラム（ダーク）
- Dr.スランプ アラレちゃん（1981年 - 1992年、クリキントン、スコップの父、目ざましくん、パーザン、ギャオス、ゴロンボ、ビッグフライ、象太 他） - 1シリーズ + 特別編2作品
- ハロー!サンディベル
- 若草の四姉妹
- ワンワン三銃士（1981年 - 1982年、黒マスク、門番、隊士、衛視、工事人、役人、警官、部下）

1982年
- あさりちゃん（アサリ犬、またたびガラス）
- アンドロメダ・ストーリーズ（商人）
- おちゃめ神物語コロコロポロン（魚、兵士）
- 機甲艦隊ダイラガーXV（ソクラット・テレス司令）
- 銀河烈風バクシンガー（ボス、レスラー）
- The・かぼちゃワイン（アナウンサー、先輩、サングラスの男）
- 戦闘メカ ザブングル（1982年 - 1983年、ビラム）
- パタリロ!
- 魔境伝説アクロバンチ（議長、兵士、ガルモ、アガラス）
- 野生のさけび

1983年
- 愛してナイト（客A）
- 機甲創世記モスピーダ（ケント）
- キャプテン（本塁審判、男）
- 銀河疾風サスライガー（ディーラー、隊長、テル・メイラ、ケネーティ、守備隊長 他）
- キン肉マン（1983年 - 1986年、五分刈刑事、防衛隊々員、アナウンサー、シーク星人、カッパトロン、エラギネス、ミスターカーメン、ビッグマグナム 他）
- 光速電神アルベガス（カタストラ指揮官、円条寺好造、ライオンマスク、オフィサー8、ナレーター）
- 聖戦士ダンバイン（沓田、トカマク・ロブスキー、ドルプル・ギロン〈2代目〉、ニグ・ロウ、キャン・プット、ニェット、バララウ、ギリシャ軍司令）
- 装甲騎兵ボトムズ（1983年 - 1984年、ディーテル・ロイル・バッテンタイン、バトリング戦士A、ゲリラA、スピーカーの声 他）
- プラレス3四郎（1983年 - 1984年、ドブスン、社長、ザザ、記者、アナウンサー 他）
- まんが日本史（中臣鎌足、伊治公呰麻呂、平良兼、清原真衡、楠木正成、大友義鎮、大石良雄、小川笙船）
- みゆき（くだもの屋のおじさん）

1984年
- オヨネコぶーにゃん（老人A）
- 機甲界ガリアン（1984年 - 1985年、将校、操縦士、ブライ、オートリ）
- キン肉マン 決戦!!7人の超人VS宇宙野武士（五分刈刑事）
- Gu-Guガンモ（理髪師、トサカ総統）
- 巨神ゴーグ（ベーム）
- 重戦機エルガイム（ハッシャ・モッシャ、バラ）
- 星銃士ビスマルク（アラン・マーレー）
- 宗谷物語（操縦士、吉川、宮地、松原船長、坂崎 他）
- 超時空騎団サザンクロス（デニス・ブラウン中尉）
- ビデオ戦士レザリオン（副大統領、副艦長）
- 北斗の拳（1984年 - 1987年、クラブJ、フォックス、バロン、ジャギ、リュウケン〈青年時代〉 他）
- 夢戦士ウイングマン（1984年 - 1985年、プロデューサー、記者、ラガール、戦斗員、久美子の父）
- リトル・エル・シドの冒険

1985年
- 蒼き流星SPTレイズナー（メロウ、マース、参謀、男A）
- 悪魔島のプリンス 三つ目がとおる（悪童）
- あした天気になあれ（坂本）
- 機動戦士Ζガンダム（カクリコン・カクーラー、ガディ・キンゼー、黒人兵、少尉、紳士、トラジャ・トラジャ 他）
- ゲゲゲの鬼太郎（第3作）（1985年 - 1988年、駅長、金竹、舟幽霊、さざえ鬼、草かまいたち 他）
- ダーティペア（男、執事、クロッカー）
- 超獣機神ダンクーガ（ビストール、参謀A）
- ルパン三世 PARTIII

1986年
- 宇宙船サジタリウス（シビップの父）
- 機動戦士ガンダムΖΖ（ゴットン・ゴー、オウギュスト・ギダン、トラジャ・トラジャ 他）
- 銀牙 -流れ星 銀-（赤虎、クロベエ）
- 剛Q超児イッキマン（ドアクスキー、志摩田コーチ）
- ドラゴンボール（1986年 - 1987年、警官、ギランA、ドラキュラマン、チャオの父、イノシシ 他）
- ドリモグだァ!!
- ハイスクール!奇面組（1986年 - 1987年、中須藤臣也、ロッキー、河川板造、青春おじさん、当たり屋A）
- プロゴルファー猿（部下、男）
- マシンロボ クロノスの大逆襲（マグマニアン）
- メイプルタウン物語（ニコライ・クマノフ）
- ロボタン
- ワンダービートS（隊長）

1987年
- 愛少女ポリアンナ物語（ミード先生）
- 仮面の忍者 赤影（1987年 - 1988年、織田信長）
- 機甲戦記ドラグナー（艦長、ラインハルト、パウエル、ヤム）
- シティーハンター（1987年 - 1989年、アーノルド、ディーラー、幹部、政二、政一 他） - 3シリーズ
- 新メイプルタウン物語 パームタウン編（運転手、ゴート、プロデューサー）
- 聖闘士星矢（モーゼス、シュラ）
- トランスフォーマー ザ☆ヘッドマスターズ（スカル、ダブルクロス）
- ビックリマン（1987年 - 1989年、魔人フック、怪鬼日食、フックRO、奇巧師、金喰鬼、魔魂プタゴラトン）
- 北斗の拳2（1987年 - 1988年、レン、ハン、若きリュウケン、ゼブラ）
- レディレディ!!（ウォーバン公爵）

1988年
- グリム名作劇場（使者、フランツ王）
- 魁!!男塾（権田馬之助、蝙翔鬼）
- 小公子セディ（マイケル）
- それいけ!アンパンマン（ゴロゴロ大王〈初代〉、ワニおじさん〈初代〉）
- 闘将!!拉麵男（蛇五、中岩、ワン、白龍）
- トランスフォーマー 超神マスターフォース（ブラッド）
- ハロー!レディリン（スペンサー）
- ひみつのアッコちゃん（第2期）（テツ、ジョン）
- ビリ犬（野良犬）
- 魔神英雄伝ワタル（1988年 - 1989年、ドンゴロ将軍、ニオー・アニヤン）
- 名門!第三野球部（五十嵐）

1989年
- 悪魔くん（1989年 - 1990年、ゴーレム、ロソン）
- 美味しんぼ（理事B）
- キテレツ大百科（1989年 - 1994年、英一郎、首領、ジョー、稲妻、店主、野口）
- 獣神ライガー（ドル・ネイビー）
- 新グリム名作劇場（飾り屋の親父）
- 新ビックリマン（1989年 - 1990年、辰統一世、超聖神）
- ドラゴンボールZ（1989年 - 1990年、ダグ、メズ〈初代〉、キュイ）
- 戦え!超ロボット生命体 トランスフォーマーV（ブラッカー / ロードシーザー）
- 魔動王グランゾート（バットバン、ガリーベン）
- 魔法使いサリー（1989年版）（1989年 - 1991年、ダーク、氷の国.王、大使、王様、森の精）

1991年
- 絶対無敵ライジンオー（強盗A）
- 太陽の勇者ファイバード（1991年 - 1992年、ガードウィング / スーパーガーディオン）
- トラップ一家物語（マリアの父、教師）
- 21エモン（監督）

1993年
- バトルファイターズ 餓狼伝説2（ローレンス・ブラッド、ルドルフ）

1994年
- ハックルベリー・フィン物語（インジャン・ジョー）
- ママレード・ボーイ（三輪由充）
- 勇者警察ジェイデッカー（ドクトルガウス、久世）

1995年
- アニメ世界の童話（魔術師、狼）
- クレヨンしんちゃん（1995年 - 2004年、シーラ・バックレー、竿野志成〈初代〉）

1996年
- 快傑ゾロ
- スレイヤーズNEXT（ゾアナ国王モロス）
- ドラゴンボールGT（ドン・キアー）

1998年
- 超魔神英雄伝ワタル（ドンゴロ）
- ロードス島戦記-英雄騎士伝-（ランデル）

1999年
- イソップワールド（ジョナサンタイガー）
- 週刊ストーリーランド 老婆シリーズ（1999年 - 2000年、酒井孝、ヤクザ）

2000年
- 勝負師伝説 哲也（印南善一）
- Bビーダマン爆外伝V（ふくしょうボン）

2003年
- 鋼の錬金術師（2003年 - 2004年、マルコー）
- はじめの一歩 Champion Road（木村ジム会長）
- 名探偵コナン（2003年 - 2004年、吉沢正、川治健作）

2004年
- あたしンち（理央パパ）
- サムライチャンプルー（シゲ）

2005年
- AIR（美凪の父）

2006年
- NARUTO -ナルト-（ホウキ）

### 劇場アニメ
1979年
- 銀河鉄道999

1980年
- 火の鳥2772 愛のコスモゾーン
- 地球へ…（クフ艇長）

1981年
- 機動戦士ガンダム（クラウン）
- 機動戦士ガンダムII 哀・戦士篇（ラサ）
- さよなら銀河鉄道999 -アンドロメダ終着駅
- Dr.スランプ アラレちゃん ハロー!不思議島（パーザン）
- 夏への扉（機関士）

1982年
- あさりちゃん 愛のメルヘン少女（カラス）
- 機動戦士ガンダムIII めぐりあい宇宙篇（トクワン）
- 伝説巨神イデオン 接触篇（ギバル）
- 伝説巨神イデオン 発動編（ギバル）
- Dr.SLUMP ほよよ! 宇宙大冒険（空豆クリキントン）
- 浮浪雲（刺客）
- FUTURE WAR 198X年

1983年
- ザブングル グラフィティ
- Dr.スランプ アラレちゃん ほよよ!世界一周大レース（パーザン）
- ドラえもん のび太の海底鬼岩城（隊員C）
- はだしのゲン

1984年
- キン肉マン 奪われたチャンピオンベルト（五分刈刑事）
- キン肉マン 大暴れ!正義超人（五分刈刑事）
- Dr.スランプ アラレちゃん ほよよ!ナナバ城の秘宝（パーザン）

1985年
- キン肉マン 正義超人vs古代超人（五分刈刑事）
- キン肉マン 逆襲!宇宙かくれ超人（五分刈刑事）
- キン肉マン 晴れ姿!正義超人（五分刈刑事）
- Dr.スランプ アラレちゃん ほよよ!夢の都メカポリス

1986年
- キン肉マン ニューヨーク危機一髪!（五分刈刑事）
- キン肉マン 正義超人vs戦士超人（五分刈刑事）
- ゲゲゲの鬼太郎 最強妖怪軍団!日本上陸!!（妖犬）
- ドラゴンボール 神龍の伝説（兵士）
- ハイスクール!奇面組（空手部員A）
- はだしのゲン2

1987年
- 勝利投手（議長）
- 王立宇宙軍 オネアミスの翼（チャリチャンミ）
- 妖獣都市（ジン）

1988年
- 機動戦士ガンダム 逆襲のシャア（トゥース）
- 銀河英雄伝説 わが征くは星の大海（エルネスト・メックリンガー）
- 魁!!男塾（馬之助）
- 聖闘士星矢 真紅の少年伝説（シュラ）
- 闘将!!拉麵男（トウキ）
- ビックリマン 無縁ゾーンの秘宝（鬼九）

1989年
- 伊勢湾台風物語（津島猛）
- ドラゴンボールZ（ジンジャー）

1991年
- ドラゴンボールZ 超サイヤ人だ孫悟空（ゼエウン）

1992年
- 機動戦士ガンダム0083 ジオンの残光（アルファ・A・ベイト）
- 三国志 第一部・英雄たちの夜明け（公孫瓚）

1993年
- SD戦国伝 天下統一編（殺駆頭）
- SDガンダム外伝 聖機兵物語（マルスガンダム）
- Coo 遠い海から来たクー（アリ）
- 三国志 第二部・長江燃ゆ!（顔良）

1994年
- 餓狼伝説 -THE MOTION PICTURE-（ローレンス・ブラッド）

1995年
- クレヨンしんちゃん 雲黒斎の野望（猫ノ進）

2005年
- 機動戦士Ζガンダム A New Translation（2005年 - 2006年、カクリコン・カクーラー、ガディ・キンゼー、グワダン・キャプテン）

### OVA
年数不明
- キン肉マン 世紀の大決戦 アイドル超人VS悪魔超人（アナウンサー）

1985年
- 幻夢戦記レダ（兵士A）
- NORA（パーサー）
- バビ・ストック I 果てしなき標的（警官）

1986年
- 機甲界ガリアン 天空の章（オートリ）
- 傷追い人（ボス）
- 県立地球防衛軍（真船博士）
- 湘南爆走族（桃山勘吉）
- 装鬼兵M.D.ガイスト（メンバー）
- 戦え!超ロボット生命体トランスフォーマー スクランブルシティ発動編（モーターマスター / メナゾール）

1987年
- 重戦機エルガイム（ハッシャ・モッシャ）
- ダーティペア（所長）
- 夢幻紳士 冒険活劇編（甲保）

1988年
- アップルシード（テロリストリーダー）
- Crying フリーマン（組員1、チェン、アフリカの牙リーダー、ラッキー・ボイド、木村）
- ザナドゥ ドラゴンスレイヤー伝説（大尉）
- New Story of Aura Battler DUNBINE（ドルプル・ギロン、ミズル）
- ドミニオン（モヒカン）
- 魔界都市〈新宿〉（男）

1989年
- 紅い牙 ブルー・ソネット（暴走族隊長）
- 機動戦士ガンダム0080 ポケットの中の戦争（キリング中佐）
- 強殖装甲ガイバー（グレゴール）
- 銀河英雄伝説（アルツール・フォン・シュトライト）
- レアガルフォース（副官）
- MIDNIGHT EYE ゴクウ（内村）

1990年
- 機動戦士SDガンダムMk-IV 夢のマロン社「宇宙の旅」（グフ）
- 機動戦士SDガンダムMk-IV SDガンダム猛レース（ヤザン）
- 機動戦士SDガンダム外伝III アルガス騎士団（ヤザン、戦士リックドムII）
- ダーティペア 謀略の005便（ゴロシア大佐）
- 魔物ハンター妖子（土邪鬼）
- ミノタウロスの皿（役人B）

1991年
- 機動戦士ガンダム0083 STARDUST MEMORY（アルファ・A・ベイト）
- 3×3 EYES（蠬蠱）
- 創竜伝

1993年
- 銃夢（ザパン）
- 魔神英雄伝ワタル-終わりなき時の物語-（武宝）

1994年
- グラップラー刃牙（末堂厚）
- GO!GO!ACKMAN（パパ）

1998年
- 真ゲッターロボ 世界最後の日（リーダー）

1999年
- 旭日の艦隊（1999年 - 2001年、西岡昌也、マッキントッシュ）

2002年
- 紺碧の艦隊（マッキントッシュ）
- マクロス ゼロ（ハッサン）

### ゲーム
2007年以降の作品は生前の収録音声を使用したライブラリ出演。
1989年
- 天外魔境 ZIRIA（ムテキオー）
- レッドアラート（レナード長官 / カダト大佐）

1990年
- ヴァリスIII（ログレス） - PCエンジン版

1991年
- ドラゴンスレイヤー英雄伝説（リュナン） - PCエンジン版
- ヘルファイアーS（東郷所長）

1992年
- ドラゴンスレイヤー英雄伝説II（リュナン） - PCエンジン版
- ドラゴンナイトII（酒場のマスター） - PCエンジン版
- プリンセス・ミネルバ（ライケル）
- 魔物ハンター妖子〜魔界からの転校生〜（土邪鬼）

1993年
- アークスI・II・III（ヴィド・シア）
- イースIV The Dawn of Ys（フレア）

1994年
- エメラルドドラゴン（シルバードラゴン、ガルシア）
- ストライダー飛竜（グランドマスター） - PCエンジン版

1995年
- 愛・超兄貴（アドン）
- 北斗の拳（ホシム）

1996年
- 機動戦士ガンダム Ver.2.0（パイロット、トクワン、マッシュ 他）
- コブラ・ザ・シューティング（クリスタル・ボーイ）
- BSドラゴンクエスト

1997年
- 機動戦士Ζガンダム（カクリコン・カクーラー）
- スーパーロボット大戦F（ハッシャ・モッシャ、カクリコン・カクーラー、ゴットン・ゴー、ニェット、エリート兵）
- トバル2（オライムス）
- BSファイアーエムブレム アカネイア戦記編（アカネイア王、ナレーター、ルーベン〈ドラゴンナイト〉）

1998年
- SDガンダム GGENERATION（1998年 - 2007年、ウラガン、アルファ・A・ベイト〈第1作 - PORTABLE〉、カクリコン・カクーラー〈ZERO - NEO〉、イートン・ヒースロウ、ゴットン・ゴー〈NEO〉、オウギュスト・ギダン〈ZERO - PORTABLE〉、バーツ・ロバーツ） - 8作品
- 機動戦士ガンダム ギレンの野望（トクワン、アルファ・A・ベイト、ククルス・ドアン）
- 新世代ロボット戦記ブレイブサーガ（スーパーガーディオン、ドクトルガウス）
- スーパーロボット大戦F完結編（ハッシャ・モッシャ、カクリコン・カクーラー、ガディ・キンゼー、ゴットン・ゴー、ニェット、エリート兵）
- ブシドーブレード弐（柊大納、ナレーション）
- METAL GEAR SOLID（リボルバー・オセロット）

1999年
- コブラ ギャラクシーナイツ（ジャック）
- DEAD OR ALIVE 2（レオン）
- 闘神伝 昴（ナレーション）

2000年
- 機動戦士ガンダム（クラウン）
- 機動戦士ガンダム ギレンの野望 ジオンの系譜（ククルス・ドアン、トクワン、カクリコン・カクーラー、アルファ・A・ベイト）
- スーパーロボット大戦α（コズン・グラハム、トクワン、カクリコン・カクーラー、ガディ・キンゼー、ゴットン・ゴー、オウギュスト・ギダン、B・W兵）

2001年
- サモンナイト2（レナード）
- スーパーロボット大戦α for Dreamcast（コズン・グラハム、トクワン、カクリコン・カクーラー、ガディ・キンゼー、ゴットン・ゴー、オウギュスト・ギダン、B・W兵）
- スーパーロボット大戦α外伝（カクリコン・カクーラー）
- METAL GEAR SOLID 2 SONS OF LIBERTY（リボルバー・オセロット）

2002年
- 機動戦士ガンダム ギレンの野望 ジオン独立戦争記（トクワン、マリガン、ウラガン、ラコック、キリング、アルファ・A・ベイト）
- スーパーロボット大戦IMPACT（ゴットン・ゴー）
- DEAD OR ALIVE 3（レオン）

2003年
- 機動戦士ガンダム めぐりあい宇宙（アルファ・A・ベイト）
- 機動戦士Ζガンダム エゥーゴvs.ティターンズ（カクリコン・カクーラー、ガディ・キンゼー）
- 第2次スーパーロボット大戦α（アルファ・A・ベイト）
- ドラゴンボールZ（キュイ）

2004年
- キン肉マン ジェネレーションズ（カナディアンマン、ペンタゴン）
- 勝負師伝説 哲也 DIGEST（印南）
- スーパーロボット大戦GC（クラウン、コズン・グラハム、トクワン、ハッシャ・モッシャ）
- DEAD OR ALIVE ULTIMATE（レオン）
- NINJA GAIDEN（ドーク）

2005年
- ガンダムバトルタクティクス（マッシュ）
- 魁!!男塾（藤堂豪毅）
- 第3次スーパーロボット大戦α 終焉の銀河へ（アルファ・A・ベイト）
- DEAD OR ALIVE 4（レオン）
- 北斗の拳（ジャギ）

2006年
- ACE COMBAT ZERO THE BELKAN WAR（ブリーフィング / デブリーフィング システムボイス）
- 機動戦士ガンダム クライマックスU.C.（カクリコン・カクーラー、ジオン兵B）
- キン肉マン マッスルグランプリ（ペンタゴン）
- キン肉マン マッスルグランプリMAX（ペンタゴン、アナウンサー）
- キン肉マン マッスルジェネレーションズ（カナディアンマン、ペンタゴン）
- スーパーロボット大戦XO（クラウン、コズン・グラハム、トクワン、ハッシャ・モッシャ）
- 天下人（島津義久）
- ペルソナ3（桐条武治、校長先生）

2007年
- ガンダム無双（カクリコン・カクーラー）
- キン肉マン マッスルグランプリ2（ペンタゴン）
- ペルソナ3 フェス（桐条武治、校長先生）

2008年
- キン肉マン マッスルグランプリ2特盛（ペンタゴン）
- スーパーロボット大戦Z（カクリコン・カクーラー）
- METAL GEAR SOLID 4 GUNS OF THE PATRIOTS（リボルバー・オセロット）

2009年
- ペルソナ3 ポータブル（桐条武治、校長先生）

2011年
- 機動戦士ガンダム 新ギレンの野望（アルファ・A・ベイト、トクワン、ラコック、マリガン、キリング）

2013年
- 真・ガンダム無双（カクリコン・カクーラー）
- スーパーロボット大戦Operation Extend（クラウン、トクワン、コズン・グラハム、ハッシャ・モッシャ）

2019年
- スーパーロボット大戦T（オウギュスト・ギダン）
- ガンダムネットワーク大戦（キリング）

2021年
- スーパーロボット大戦30（ハッシャ・モッシャ）

### ドラマCD
- オネアミスの翼 〜王立宇宙軍〜 ドラマ編（チャリチャンミ）
- 餓狼伝説〜宿命の闘い〜Vol.1 復讐の狼（ローレンス・ブラッド）
- CDドラマコレクションズ 三國志（賈詡文和）
- CDシアター ドラゴンクエストIII（オルテガ）
- 集英社カセットコミックシリーズ 聖闘士星矢 黄金十二宮〈後編〉（シュラ）
- 聖刻覇伝 ラシュオーンの嵐（ナレーション）
- 星へ行く船（宇宙船係員）
- 魔神英雄伝ワタル2 虎王夢伝説（ドンゴロ）
- 魔神英雄伝ワタル3 CDシネマ2 浮遊界突入篇（ドンゴロ）
- 魔神英雄伝ワタル3 虎王物語 虎王伝説 CDシネマ1 虎王闇嵐編（鈍武宝）
- 魔神英雄伝ワタル4 CDシネマ5「創界山パラダイス」（武宝）
- ロードス島戦記（グローダー）

### 吹き替え

#### 海外映画
- 愛と青春の旅だち ※フジテレビ版
- エマニュエル（ラウル〈アンドレ・ママン〉）※フジテレビ版
- 王家の谷（トゥアレグ族長〈ビクター・ジョリー〉）※日本テレビ版
- オン・ジ・エアー（ショーティ〈アーウィン・キーズ〉）
- キャプテン・ブーリーの大冒険（ブーリー・ヘイズ〈トミー・リー・ジョーンズ〉）
- クルージング（テッド・ベイリー〈ドン・スカーディノ〉）
- コン・エアー（ジョニー・23〈ダニー・トレホ〉） ※ソフト版
- ザ・チェイス（ドブス巡査〈ヘンリー・ロリンズ〉） ※ビデオ版
- 地獄の7人（ケヴィン・スコット〈パトリック・スウェイジ〉）
- 地獄のデンジャーコップ/復讐バトル
- 地獄のヒーロー2/復讐のブラドック（フランキー曹長〈ジョン・ウェスリー〉）
- スプラッシュ（ジュニア）※フジテレビ版
- 空の大怪獣Q（警備員〈エディ・ジョーンズ〉）※テレビ東京版（放送タイトルは「襲う巨大怪鳥」。BD収録）
- ダイヤモンド・スカル/華麗なる殺意（ジャック〈ラルフ・ブラウン〉）
- 007 消されたライセンス（エド・キリファー〈エヴェレット・マッギル〉、ヘラー） ※ビデオ版
- 誰かがあなたを愛してる（ヴィンセント〈ダニー・チャン〉）
- 誰かに見られてる（スコッティ〈ダニエル・ヒュー・ケリー〉）※機内上映版
- ナイスサーティーズ（マイケル・ステッドマン〈ケン・オリン〉）
- ハード・プレイ（レイモンド）
- ハンター（トニー）※テレビ朝日版
- パンサー（ジャッジ〈カディーム・ハーディソン〉）
- ホット・ショット2（アーヴィッド・ハービンジャー指揮官〈ミゲル・フェラー〉） ※ソフト版
- ポリスアカデミー2 全員出動!（ラーヴェル・ジョーンズ〈マイケル・ウィンスロー〉）
- ポリスストーリー/許されぬ誤ち
- 北海ハイジャック（サブロウ〈木村三郎〉、ハーコン、フィリップス）※フジテレビ版
- 香港極道野獣刑事（ダン〈ユン・ケイ〉）
- マスク（ドリアン・ティレル〈ピーター・グリーン〉） ※ソフト版
- ミッドナイト・スナイパー/人妻が目撃した死体なき殺人（ティモシー・アルフィエリ〈ローレンス・P・ケイシー〉） ※ビデオ版
- モー・マネー（トム・ディルトン〈ハリー・J・レニックス〉）
- 燃えよデブゴン2/正義への招待拳
- リップスティック（スティーブ・エディソン〈ペリー・キング〉）※テレビ東京版
- 溶解人間（ドクター・ローリング〈ライル・ウィルソン〉） ※TBS版（BD収録）

#### 海外ドラマ
- ER緊急救命室（レジー・ムーア〈クレス・ウィリアムズ〉）
- WITHOUT A TRACE/FBI 失踪者を追え!（ローランド〈ボディ・エルフマン〉）
- ザ・ホワイトハウス2
- 新スパイ大作戦 黄金の蛇（バアル）
- シャーロック・ホームズの冒険 ギリシャ語通訳（グレッグソン警部〈オリバー・マグワイア〉）
- ナイトライダー
  - シーズン2 #7 （ドビー〈ブライアン・カトラー〉）
  - シーズン2 #20（アイボリー〈ジョセフ・バーグ〉）
- ハイテク武装車バイパー2（ライカー〈シリル・オライリー〉、ドクター・クロウリー）
- フリッパー（アンドレア・スレーター）

#### 海外アニメ
- スパイラルゾーン（レイザーバック）
- トランスフォーマーシリーズ
  - 戦え!超ロボット生命体トランスフォーマー（モーターマスター / メナゾール[58]）
  - 戦え!超ロボット生命体トランスフォーマー2010（スカイリンクス[59]、モーターマスター / メナゾール 他）

### 特撮
- ガンヘッド（1989年、ガンヘッドの声）※カセットブック版
- 未来戦隊タイムレンジャー（2000年、ドゴールの声）

### CD
- キン肉マン超人大全集
  - 「燃えろ!放送局」（アナウンサー）

### ラジオ
- Today&Tomorrow – TOKYO FM（パーソナリティ）

### ラジオドラマ
- エメラルドドラゴン（シルバードラゴン、ガルシア）
- 魔神英雄伝ワタル3（ドンゴロ）
- 魔神英雄伝ワタル3 虎王物語（鈍武宝）
- ラジオ図書館「川からの眺め」（ガク）

### テレビドラマ
- 月曜ドラマランド / 生徒諸君!とナッキーはつむじ風（1987年、CX） - ナレーター
- 明日に向かって走れ!（1989年 - 1990年、CX） - ナレーター
- 土曜ドラマ 蘇える金狼（1999年、NTV） - アナウンサー
- セーラー服と吸血鬼 第1話（1996年、NTV）

### ナレーション
- 愛する二人別れる二人（フジテレビ）
- アジア情報交差点（NHK-BS）
- FNSドキュメンタリー大賞（フジテレビ）
- おはよう!ナイスデイ（フジテレビ）
- 今日の出来事（テレビ朝日）
- ザ・スクープ（テレビ朝日）
- 新サンデーモーニング（TBS）
- 情報ライブ EZ!TV（フジテレビ）
- 世界超密着TV!ワレワレハ地球人ダ!!（フジテレビ）
- 退屈貴族（フジテレビ）
- ダウンタウンDX（テレビ朝日）
- 匠の息吹を伝える〜“絶対”なき技術の伝承〜（サイエンスチャンネル）
- 地球!ふしぎ大自然（NHK総合）
- とんねるずのみなさんのおかげです（フジテレビ）
- とちぎHOTウォッチング（テレビ東京）
- NNNニュースプラス1（日本テレビ）
- ビデオシリーズ ワールド・トラベル・ガイド（JTBパブリッシング）
- ベストタイム（TBS）
- ワイド!スクランブル（テレビ朝日）
- スーパーJチャンネル（テレビ朝日）
- 小さな旅（手紙朗読、NHK総合）

### CMナレーション
- 蒼き流星SPTレイズナー
- イースIV
- ウルトラマン
- バンダイ「ウルトラ怪獣シリーズ」（ナレーション、1986年 - 1990年）
- バンダイ「リアルタイプ武者頑駄無鎧 ムシャガンダムクロス」
- バンダイ「魔隣組マリンコマンダー」
- バンダイ「コインダマンシリーズ」
- バンダイ・機動刑事ジバン「オートデリンガー」
- バンダイ「マシンロボシリーズ」
- バンダイ・超人機メタルダー「シルバーカークス」
- SDガンダム外伝 ナイトガンダム物語 大いなる遺産
- カートゥーン ネットワーク TOONAMI（スポットCMナレーション、ヒーローファイルナレーション）
- 明治製菓　仮面ライダーBLACKシリーズ（ナレーション）
- 機動武闘伝GガンダムプラモデルCM
- グラディウス
- 新・熱血硬派くにおたちの挽歌
- スーパーダライアス
- スーパーメトロイド（研究員の声）
- スターオーシャン
- 大魔界村
- ダウンロード
- 超光戦士シャンゼリオン
- 東映スーパーヒーローフェアシリーズ劇場予告編（ナレーション）
- ハイパースポーツ
- パチンコマル秘必勝法
- 幕末降臨伝ONI
- マシンロボホイールマンシリーズ 他
- モンスターファーム バトルカードGB
- リアルロボットレジメント
- 公共広告機構「食糧問題（卵）」編（ナレーション、1976年）
- デルタ航空（1987年）
- 機動戦士ガンダムF91（劇場予告編ナレーション）
- 機動戦士ガンダム 第08MS小隊ミラーズ・リポート（劇場予告編ナレーション）
- 新機動戦記ガンダムW Endless Waltz特別篇（劇場予告編ナレーション）
- 東映まんがまつり・予告編ナレーター（1980年代）

### ボイスオーバー
- NHKスペシャル（NHK総合）
  - 映像の世紀（1995年 - 1996年）
    - 第6集「独立の旗の下に」（孫文、ジャワハルラール・ネルーの声）
    - 第8集「恐怖の中の平和」（リチャード・ニクソンの声）
    - 第10集「民族の悲劇はてしなく」（フリチョフ・ナンセンの声）
    - 第11集「JAPAN」（イギリス・タイムズの朗読）

  - MINI DRAGONS〜繁栄はアジアをどう変えたか〜（1990年）
- BS世界のドキュメンタリー（NHK-BS1）

### その他コンテンツ
- 機動戦士ガンダム0079カードビルダー（トクワン）
- トランスフォーマー テレフォン（メナゾール）
- モンスターハンター ゲームドラマ ハンター日誌（DD）
- 大帝国劇場